# Pachycraerus cylindricus
Pachycraerus cylindricus är en skalbaggsart som beskrevs av Lewis 1879. Pachycraerus cylindricus ingår i släktet Pachycraerus och familjen stumpbaggar. Inga underarter finns listade i Catalogue of Life.